# ユン・ソンヘ
ユン・ソンヘ（朝: 윤성혜、1970年2月25日 - ）は、大韓民国の女性声優。
1996年に韓国MBC13期採用、文化放送声優劇会に所属。夫は声優のアン・ジャンヒョク。現在はMBCの専属契約を離れ、フリーランスとして活動。

## 出演作品
※太字は主役・ヒロイン・メインキャラクター。

### アニメ
- 赤ずきんチャチャ(MBC)（ウララ）
- ああっ女神さまっ（2000年以降アニマックス〔韓国〕放送版）（ウルド）
- 少女チャングムの夢（チェ尚宮、ヘヤ医女）
- ふたりはプリキュア Splash Star（ANIONE、チャンプTV放送版）（ジン・スラ〔진소라〕＝日向咲／キュアブルーム／キュアブライト）
- DARKER THAN BLACK -黒の契約者- (銀<イン>)
- 地獄少女 (黒田亜矢)
- ギャラクシーエンジェル (ヴァニラ・H、ノーマッ)
- イナズマイレブンGO(霧野蘭丸、影山輝、瀬戸水鳥)

### 吹き替え
- CSI:科学捜査班（サラ・サイドル（ジョージャ・フォックス））
- 24 -TWENTY FOUR-（ケイト・ワーナー（サラ・ウィンター））
- プリズン・ブレイク（サラ・タンクレディ（サラ・ウェイン・キャリーズ））
- 80デイズ（モニカ・ラ・ロッシュ（セシル・ドゥ・フランス））